# Kugelgewindetrieb

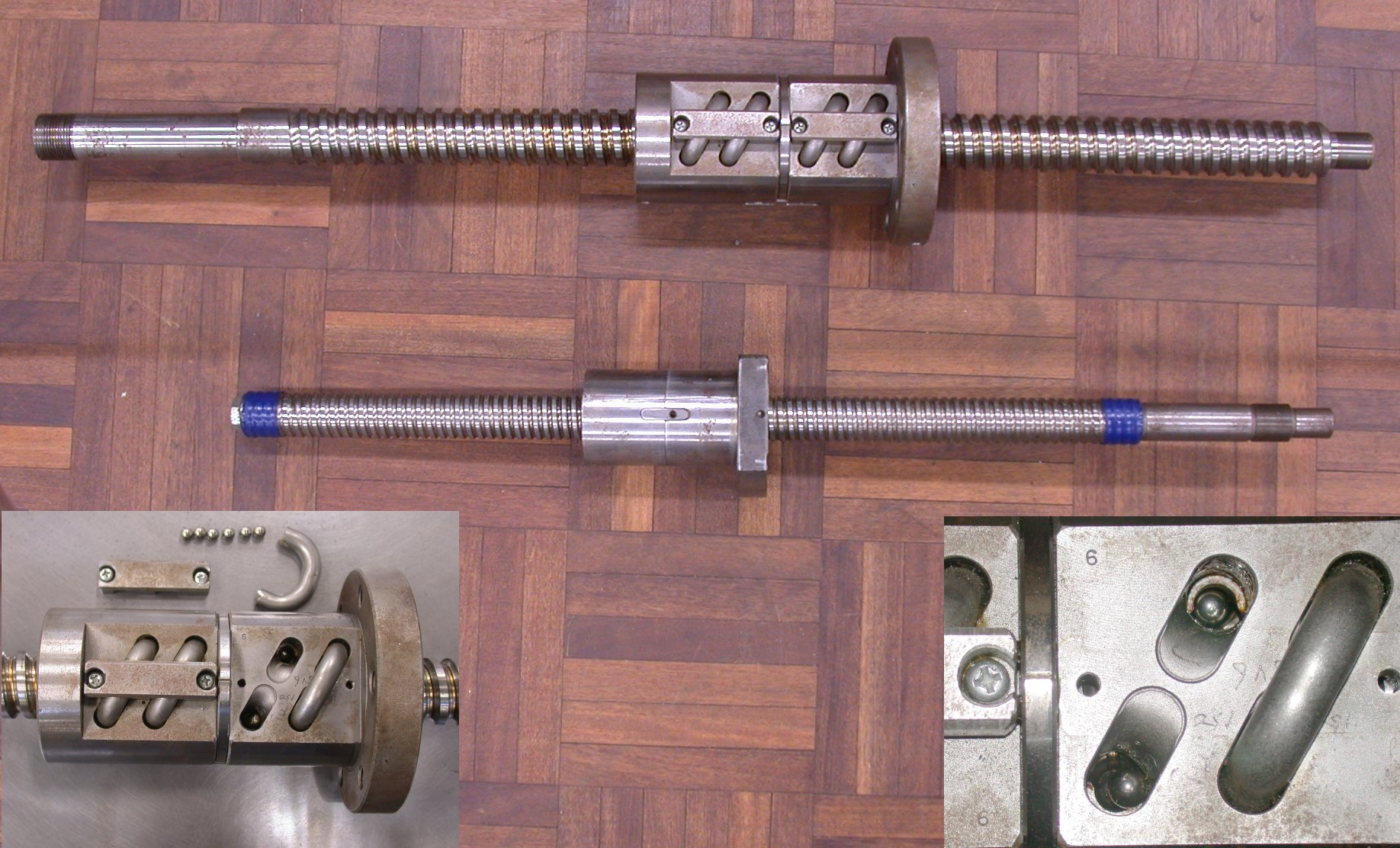
Kugelgewindetriebe

Ein Kugelgewindetrieb (KGT), auch Kugelumlaufspindel, ist ein Schraubgetriebe, bei dem eingefügte Kugeln die Kraft zwischen Schraube und Mutter übertragen. Beide Teile haben je eine schraubenförmige Rille mit halbrundem Querschnitt, die gemeinsam eine mit Kugeln gefüllte schraubenförmige Röhre bilden. Die formschlüssige Verbindung im Gewinde quer zur Schraubenlinie bilden nicht wie üblich zwischen Gewinde-Nut und -Damm („Nut und Feder“), sondern die Kugeln. Bei einer Drehbewegung zwischen Schraube und Mutter rollen die Kugeln in ihrer Röhre und bewegen sich zum vorderen Mutterende hin. Dort werden sie in der Regel von einem außen angebrachten Röhrchen aufgenommen, zum hinteren Mutterende geführt und wieder in den Gewindegang eingeleitet.
Im Vergleich zu konventionellen Schraubgetrieben mit aufeinander gleitenden Flächen, bei denen etwa 50 bis 90 % der eingeleiteten Leistung in Wärme umgewandelt wird, haben Kugelgewindetriebe
- weniger Reibung durch rollende Bewegung (geringere Antriebsleistung, größere mögliche Bewegungsgeschwindigkeit),
- weniger Losbrechmoment (eng. Stick-Slip-Verhalten),
- geringeren Verschleiß.

Ihre höheren Herstellkosten und ihr größeres Volumen stehen diesen Vorteilen als Nachteile gegenüber.

## Verwendung
Das Haupteinsatzgebiet sind Werkzeugmaschinen wie zum Beispiel Drehmaschinen, auf denen Werkstück- oder Werkzeugträger positioniert werden müssen. Der zu bewegende Teil ist meistens an der Mutter befestigt und gleichzeitig über Linearführungen gelagert. Kugelgewindetriebe haben die früher gebräuchlichen Trapezgewindespindeln in vielen Bereichen des Maschinenbaus fast vollständig ersetzt. Neue Bauarten erschließen zudem weitere Einsatzgebiete, in denen bisher meist Hydrauliksysteme Verwendung fanden, wie zum Beispiel bei Pressen, Spritzgießmaschinen. In Lkw dienen sie als Lenkgetriebe, früher wurden sie auch in Pkw verwendet. Während in CNC-Maschinen häufig Linearantriebe eingesetzt werden, finden Kugelgewindetriebe aufgrund ihrer präzisen Schubbewegung zunehmend Bedeutung für die CNC-Technik sowie für die Robotik.

## Aufbau und Funktionsweise
Ein Motor treibt die Spindel entweder direkt oder über Getriebe und Riementriebe an. Zwischen Spindel und Mutter bewegen (abwälzen/abrollen) sich in Laufrillen Kugeln, die beim Drehen der Spindel axial wandern. Der Rückführkanal in der Spindelmutter befördert die Kugeln wieder zurück und schließt damit den Kreislauf, in dem die Kugeln zirkulieren.

### Spindelgeometrie
Die umlaufenden Kugeln berühren im Idealfall spielfrei beide Flanken des Gewindes an je einem Punkt (gotische Laufrille). Falls Spiel vorhanden ist, kann nachjustiert werden.
Ein kennzeichnendes Merkmal der Kugelumlaufspindel ist ihre Steigung. Sie ist die in Millimetern gemessene, geradeaus zurückgelegte Strecke (Hub) der Spindelmutter pro Umdrehung der Spindel. Sie entspricht dem Abstand benachbarter Gewindeflanken (bei eingängigen Gewinden). Diese Steigung ist nicht gleich der Steigung derjenigen Rampe, die sich durch Abrollen der Laufrille zu einer schiefen Ebene ergibt. Jene Rampensteigung ist der Quotient der beiden Katheten des Steigungsdreiecks (Hubstrecke pro Umfang) und wird als dimensionslose Zahl üblicherweise in Prozent angegeben. Die Konvention, Spindelsteigungen in Millimeter anzugeben und damit auf eine Umdrehung oder die Drehzahl statt auf den Umfang zu beziehen, erleichtert die meisten Berechnungen zur Dimensionierung einer Maschinenachse, da ab dem Antriebsmotor in der Regel Drehzahlen und Drehmomente übermittelt werden. Die Steigung ergibt mit der Drehzahl im Produkt bequem den Vorschub. Allerdings spielt die Geometrie der zur Spindel aufgerollten Rampe eine wesentliche Rolle bei der konstruktiven Gestaltung der Kugelgewindetriebe.
Kugelumlaufspindeln sollen bei hoher Präzision hohe Vorschübe unter sehr unterschiedlichen Lasten ermöglichen. Bei Kugellagern hat sich die Angabe der Abrollgeschwindigkeit der Kugeln als Kriterium für das technisch Erreichbare bewährt. Die technische Grenze bei Kugellagern lag im Jahr 1996 bei rund 3000 m/min (180 km/h).
Kugelgewindetriebe erreichten diese Geschwindigkeit zur gleichen Zeit bei weitem noch nicht, weil man die Spindelmutter nicht mit fest integriertem Kugelkäfig konstruieren kann. Daher „klackern“ die Kugeln gegeneinander und gegen die Rillen von Mutter und Spindel. Hauptsächlich durch diesen Effekt rollt ein moderner Kugelgewindetrieb mit typisch unter 200 m/min ab. Ein wichtiger begrenzender Faktor für den erreichbaren Vorschub ist also die maximale Abrollgeschwindigkeit der Kugeln an der Laufrille. Um möglichst viel dieses Potenzials für die Hubbewegung zu nutzen, werden Hochgeschwindigkeitsspindeln mit großen Steigungen und kleinen Durchmessern konstruiert. Neuere Entwicklungen sind Kugelgewindetriebe mit Kugelkette, die verhältnismäßig geräuscharm laufen, da der oben beschriebene Effekt des „Klackerns“ bei diesen modernen Systemen stark reduziert werden konnte.
Der Quotient aus Steigung und Umfang der Spindel kennzeichnet die Form der Schraubenlinie durch Abbildung auf die entsprechende, abgerollte Rampe. Dieser Quotient wird auch als Übersetzungsverhältnis der Spindel bezeichnet. Ein Übersetzungsverhältnis von 1:1 bedeutet nach dieser Definition 100 % Steigung der Rampe. Die Steigung moderner Hochgeschwindigkeitsspindeln beträgt ein Mehrfaches des jeweiligen Spindeldurchmessers. Verhältnisse von 3:1 sind erst seit 1996 realisierbar. Die Begrenzung ergibt sich hier aus der Notwendigkeit, einen Kompromiss mit der Anforderung mechanischer Stabilität zu finden: die Spindel überträgt mit ihrer Laufrille die Kräfte. Zu dünne Spindeln beginnen unter dem Einfluss der Radialkomponenten dieser Kräfte zu schwingen. Für die Charakterisierung der Kräfteaufteilung werden Steigungswinkel und Lastwinkel nach DIN 69051 angegeben. Zur Kompensation der störenden Schwingungen dünner Hochgeschwindigkeitsspindeln können speziell abgestimmte, paarweise eingesetzte Spindelmuttern konstruiert werden, die als Schwingungsdämpfer funktionieren.
Maßnormen für Kugelgewindetriebe gibt es nur für die Anschlussmaße. Daher variieren die Abmessungen der Standardspindeln führender Hersteller zum Teil erheblich. Meist sind zu jedem angebotenen Spindeldurchmesser jeweils mehrere verschiedene Steigungen verfügbar, allerdings in einem nicht allzu breiten Rahmen des Verhältnisses Steigung zu Durchmesser.
Das Standardsortiment am Markt reicht von sogenannten Miniaturkugelgewindetrieben, deren Spindelsteigungen im Bereich von 1 bis 16 mm bei Spindeldurchmesser zwischen 6 und 20 mm liegen, bis hin zu Gewindetrieben mit Steigungen von 50 mm und Durchmessern bis zu 125 mm. Spindellängen werden je nach Typ zwischen einigen Zentimetern bis hin zu mehreren Metern angeboten. Häufig werden von den Herstellern auch standardisierte Spindelendenbearbeitungen zur Lagerung der Spindeln und zur Verbindung mit dem Antriebsmotor angeboten.

### Muttergeometrie

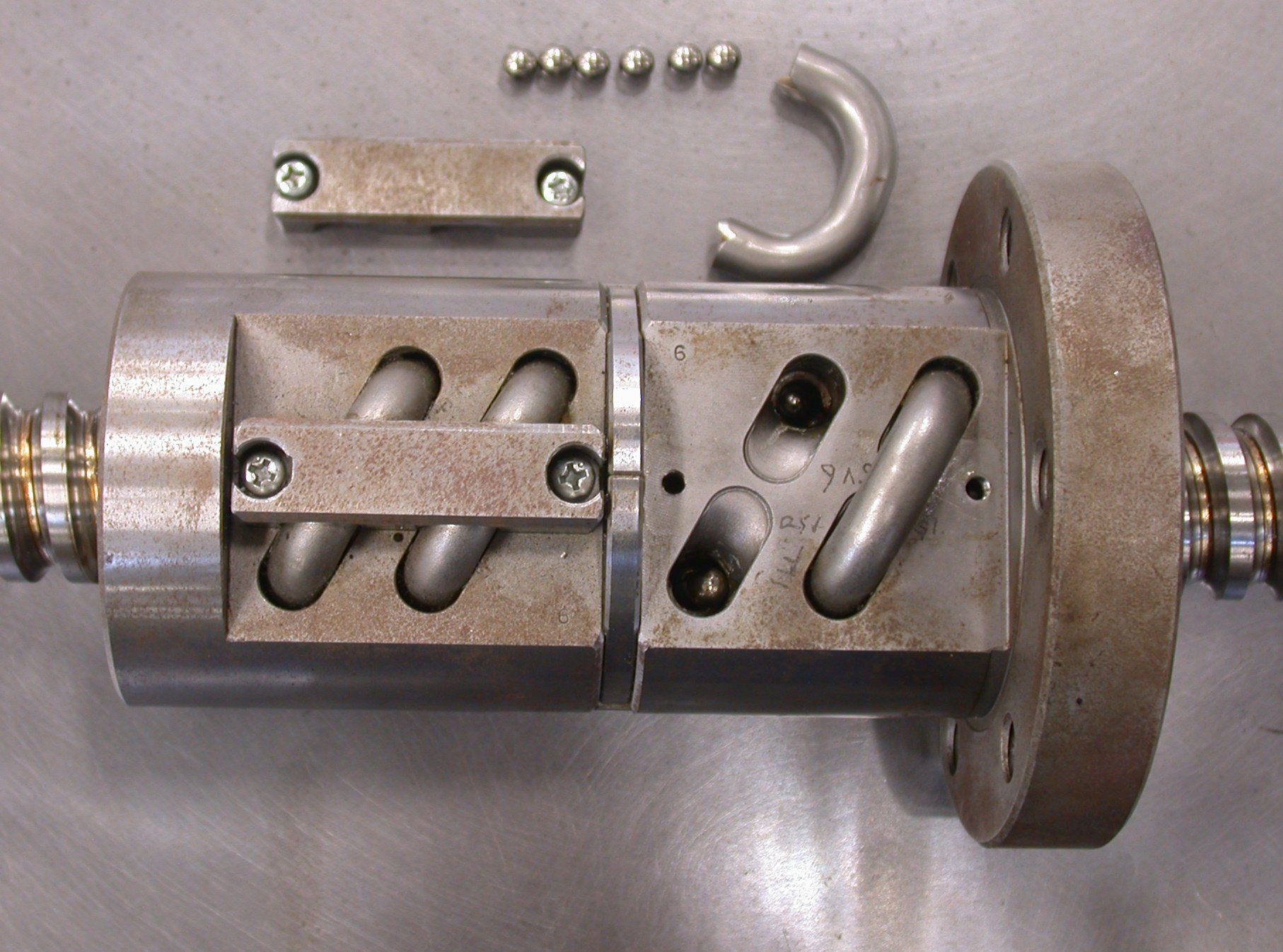
Kugelgewindetrieb; Besonderheit: aus zwei Muttern mit veränderlichem axialen Abstand bestehend, wodurch sich axiales Spiel im Kugelgewindetrieb verkleinern lässt.

Zur Geometrie der Mutter: siehe Artikel Kugelumlaufmutter.

### Spiel und Vorspannung
Um das Spiel zwischen Spindel und Mutter auf nur wenige Mikrometer zu reduzieren oder völlig zu eliminieren, stehen verschiedene Möglichkeiten der Vorspannung zur Auswahl. Häufig werden zwei Gewindemuttern gegeneinander verspannt.
Weitere Methoden zur Erzeugung der Vorspannung sind:
- das gezielte „Einfüllen“ von Kugeln mit definiertem Durchmesser. Hierdurch wird die Mutter-/Spindelpaarung entweder fester oder loser verspannt (man beachte: Die Kugeln sind nie größer als die Laufrille)
- in der Mitte der Mutter wird absichtlich ein Steigungsversatz (Pitch-Shift) eingearbeitet.

### Beanspruchung
Kugelgewindetriebe können je nach Spindeldurchmesser und Spindelsteigung dynamische Lasten zwischen wenigen Kilonewton (kN) bis in den dreistelligen kN-Bereich aufnehmen.
Die höhere Rollreibung durch Vorspannung erzeugt bei hohen Drehzahlen (z. B. Bewegung einer Maschine im Eilgang) viel Wärme, welche aufgrund der Längenausdehnung der Spindel die Präzision der betroffenen Maschinenachse beeinträchtigt. Hohe axiale Kräfte sowie schnelle Drehzahlen der Spindel üben außerdem starke Belastungen auf Gewindegang und Kugel aus. Unter Belastung erhöht ein Reiben der Kugeln aneinander das zur Bewegung nötige Drehmoment und verursacht Verschleiß. Übermäßiger Erwärmung kann mit hohlen Gewindespindeln, durch die eine Kühlflüssigkeit fließt, entgegengewirkt werden.

### Verschleißminderung
Durch passende Herstellungsverfahren und Konstruktion der Bauteile kann den verschiedenen Arten der Beanspruchung mehr oder weniger Rechnung getragen werden.
Zwischen zwei normale, tragende Kugeln kann jeweils eine um wenige Mikrometer kleinere Distanzkugel eingesetzt werden. Diese Distanzkugeln üben keinen Druck auf die Gewindeflanken aus und unterliegen daher nicht dem Zwang mitzulaufen, sondern werden von den tragenden Kugeln entgegen der eigentlichen Drehrichtung bewegt. Dieses Verfahren zur Verringerung des Verschleißes stellt allerdings nur einen Kompromiss dar, denn das Fehlen tragender Kugeln vermindert die axiale Belastbarkeit des Gesamtsystems.
Eine weitere Möglichkeit zur Reduzierung der Reibung zwischen den Kugeln bieten Kugelkäfige aus Kunststoff, deren Realisierung jedoch sehr teuer ist, weswegen sie meist nur bei Hochgeschwindigkeits-Kugelgewindetrieben eingesetzt werden.

## Herstellung
Übliche Verfahren zum Einbringen der Laufrillen in die Gewindespindel sind Gewindewirbel, Rollen und Schleifen. Sowohl die Kugel als auch die Oberfläche der Laufrille ist zumeist gehärtet, wobei die Laufrille für schnell drehende Spindeln oft beschichtet wird.

## Vergleich von Kugelgewindetrieb und Trapezgewindespindel
- Der Kugelgewindetrieb kann gegenüber der Trapezgewindespindel mit wesentlich geringerem Spiel („spielfrei“) eingestellt werden und weist daher einen kleineren Losefehler auf.
- Beim Kugelgewindetrieb wirkt eine deutlich kleinere Reibung. Daraus können sich Vorteile bei Verschleiß, Wärmeentwicklung und Energieverbrauch ergeben.
- Aus der geringeren Reibung ergibt sich auch eine geringere Losbrechkraft und daraus ein geringerer Stick-Slip-Effekt.
- Beim heutigen Stand der Technik (2007) sind mit Kugelgewindetrieben Vorschubgeschwindigkeiten von bis zu 200 m/min möglich.
- Kugelgewindetriebe benötigen bei gleichen Lasten deutlich mehr Bauraum.
- Kugelgewindetriebe sind deutlich aufwändiger herzustellen und daher in der Regel auch deutlich teurer als Trapezgewindespindeln.

## Weiterentwicklungen

### Adaptronischer Kugelgewindetrieb
Bei modernen, adaptronischen Kugelgewindetrieben variieren zwischen den Muttern eingebaute Aktorelemente die Vorspannung und wirken so der Wärmeentwicklung entgegen und vermindern Schwingungen.
Weiterhin dämpfen keramische Elemente im Trieb bei hoher dynamischer Belastung die Stöße und tragen damit zur Positioniergenauigkeit bei.

### Rollengewindetriebe
Eine Weiterentwicklung der Kugelgewindetriebe sind sogenannte Rollengewindetriebe, die als Rollengewindetrieb mit Rollenrückführung oder als Planetenrollengewindetrieb ausgeführt sein können.
Kugel- oder Rollengewindetriebe sind ihrerseits wiederum Komponenten sogenannter Aktoren, die in der Antriebstechnik weit verbreitet sind.